# Peine
Peine je mali otok zapadno od otoka Beagle u Otočju Danger, jugoistočno od otoka Joinville na Antarktičkom poluotoku.
Opisno ime (špa. Islote Peine – Otok češlja) dalo mu je argentinsko Ministarstvo obrane 1979. Savjetodavni odbor za antarktička imena odobrio je naziv 1993..